# Pierre DuMaine
Roland Pierre DuMaine (ur. 2 sierpnia 1931 w Paducah, Kentucky, zm. 13 czerwca 2019 w Sunnyvale) – amerykański duchowny katolicki, biskup San Jose w Kalifornii w latach 1981-1999.

## Życiorys
Kształcił się w seminariach duchownych w Mountain View i Menlo Park. Święcenia kapłańskie otrzymał 15 czerwca 1957 i inkardynowany został do archidiecezji San Francisco. W 1961 roku uzyskał doktorat z edukacji na Katolickim Uniwersytecie Ameryki. Przez wiele kolejnych lat był nauczycielem akademickim i asystentem superintendenta i superintendentem katolickich szkół w archidiecezji (1965-1978).
24 kwietnia 1978 papież Paweł VI mianował go biskupem pomocniczym San Francisco ze stolicą tytularną Sarda. Sakry udzielił mu jego ówczesny zwierzchnik abp John Raphael Quinn.
27 stycznia 1981 mianowany pierwszym ordynariuszem nowo utworzonej diecezji z siedzibą w San Jose, która została wyodrębniona z archidiecezji San Francisco. Z funkcji tej zrezygnował 27 listopada 1999.